# الاتحاد البرلماني الإفريقي
الاتحاد البرلماني الأفريقي، المعروف سابقًا باسم اتحاد البرلمانات الأفريقية، هو منظمة برلمانية قارية تأسست لأول مرة في أبيدجان في 13 فبراير 1976. يهدف الاتحاد إلى الجمع بين المؤسسات البرلمانية لجميع دول إفريقيا، وتشجيع الاتصالات بين البرلمانيين الأفارقة والعالميين، وتعزيز الديمقراطية والسلام. ينتسب للاتحاد 40 برلماناً أفريقياً. 
يعقد الاتحاد مؤتمرات سنوية من أجل تعزيز أهدافه وينظم أيضًا اجتماعات برلمانية بالتعاون مع المنظمات أو المؤسسات الدولية.
لغات العمل في الاتحاد هي الإنجليزية والعربية والفرنسية والبرتغالية.

## الأعضاء
تنتسب للاتحاد جميع الدول الأعضاء في الاتحاد الأفريقي عدا: إريتريا وسيشل وجزر القمر وموريشيوس ومدغشقر وتنزانيا وزيمبابوي وملاوي وموزمبيق وبوتسوانا وجنوب إفريقيا وإسواتيني وليسوتو والجمهورية العربية الصحراوية الديمقراطية.